# Франк Унтервальдена
Франк Унтервальдена (нем. Franken) — общее название денежных единиц швейцарских кантонов Нидвальден и Обвальден в 1811—1850 годах. Франк = 10 батценов = 100 раппенов.

## История
Кантоны Нидвальден и Обвальден, составляющие вместе исторический кантон Унтервальден, в 1803 году, после ликвидации Гельветической республики, в соответствии с Актом посредничества получили значительную самостоятельность, в том числе и право чеканки монеты. Нидвальден выпустил свои монеты в 1811 году, Обвальден — в 1812-м. Оба кантона на аверсе монет указывали название «Кантон Унтервальден» и название своего кантона. На монете в 1 батцен Нидвальдена номинал был указан также и в раппенах, на аналогичной монете Обвальдена — только в батценах.
Монеты кантонов не играли значительной роли в денежном обращении, где в основном использовались иностранные монеты.
Конституция Швейцарии, принятая в 1848 году, устанавливала исключительное право федерального правительства на чеканку монеты. 7 мая 1850 года был принят федеральный закон о чеканке монет, в том же году начата чеканка швейцарских монет.
Банки кантонов в 1803—1878 годах банкноты не выпускали. После введения швейцарского франка, в 1879—1910 годах, выпускали банкноты:
- в Нидвальдене: Spar-und Leihkasse des Kantons Unterwalden nid dem Wald — создана и начала выпускать банкноты в 1879 году, переименована в 1891 году в Kantonale Spar-und Leihkasse von Nidwalden, в том же году выпустила банкноты с новым названием. Выпуск банкнот прекращён в 1910 году;
- в Обвальдене: Obwaldener Kantonalbank, создан и начал выпуск банкнот в 1887 году, прекратил их выпуск в 1910-м[4].

## Монеты

### Монеты Нидвальдена
| Аверс | Реверс | Номинал                | Диаметр, мм | Толщина, мм | Масса, г | Металл | Гурт | Годы чеканки | Тираж  |
| ----- | ------ | ---------------------- | ----------- | ----------- | -------- | ------ | ---- | ------------ | ------ |
|       |        | 1⁄2 батцена            |             |             |          | Биллон |      | 1811         | 12 000 |
|       |        | 1 батцен — 10 раппенов |             |             |          | Биллон |      | 1811         | 12 000 |
|       |        | 5 батценов             |             |             |          | Биллон |      | 1811         | 3600   |

### Монеты Обвальдена
| Аверс | Реверс | Номинал     | Диаметр, мм | Толщина, мм | Масса, г | Металл | Гурт | Годы чеканки | Тираж |
| ----- | ------ | ----------- | ----------- | ----------- | -------- | ------ | ---- | ------------ | ----- |
|       |        | 1⁄2 батцена |             |             |          | Биллон |      | 1812         |       |
|       |        | 1 батцен    |             |             |          | Биллон |      | 1812         |       |
|       |        | 5 батценов  |             |             |          | Биллон |      | 1812         |       |